# Drilonius anamalaicus
Drilonius anamalaicus is een keversoort uit de familie Omethidae. De wetenschappelijke naam van de soort is voor het eerst geldig gepubliceerd in 1960 door Wittmer.